# 19980 Barrysimon
19980 Barrysimon è un asteroide della fascia principale. Scoperto nel 1989, presenta un'orbita caratterizzata da un semiasse maggiore pari a 2,3499331 UA e da un'eccentricità di 0,2558688, inclinata di 21,61800° rispetto all'eclittica.